# Односи Републике Српске и Бјелорусије
Односи Републике Српске и Бјелорусије представљају спољне односе једног од два ентитета у Босни и Херцеговини, Републике Српске и Бјелорусије, независне и континенталне државе у источној Европи. Република Српска и Бјелорусија немају успостављена дипломатска, конзуларна или привредна представништва.

## Политички историјат
Република Српска је настала 9. јануара 1992. године као Република српског народа Босне и Херцеговине одлуком Скупштине српског народа у Босни и Херцеговини. Општим оквирним споразумом за мир у Босни и Херцеговини из 1995. године постала је међународно призната као ентитет Босне и Херцеговине.
Све до 20. века територија данашње Белорусије је била дио других држава, међу којима су Полоцка кнежевина, Велика Кнежевина Литванија, Пољско-литванска унија и Руска Империја. Уз помоћ Немачког царства Бјелорусија је 25. марта 1918. прогласила независност, као марионетска Белоруска Народна Република. Након њемачкога пораза проглашена је ССР Бјелорусија 1. јануара 1919. и ушла је у састав Руске СФСР, али већ 31. јануара је изашла из састава тадашње Русије и преименована је у Бјелоруску ССР. Након рата западних сила против Руске СФСР, Бјелоруска ССР је постала дио СССР.

## Историјат односа
Први међудржавни односи Републике Српске и Бјелорусије остварени су у енергетском сектору. Министар индустрије, енергетике и рударства Републике Српске Петар Ђокић разговарао је током службене посјете Минску, током мјесеца марта 2017. године, са замјеником министра енергетике Бјелорусије Михаилом Ивановичем Михађуком о могућностима сарадње енергетских система Српске и Бјелорусије. Сарадња на овом пољу је употпуњена потписивањем споразума о сарадњи. Генерални директор Електропривреде Републике Српске Жељко Ковачевић и генерални директор бјелоруске компаније ГПО Беленерго Евгениј Олегович Воронов потписали су данас у Бањалуци Протокол о сарадњи ове двије компаније. Протоколом је предвиђено формирање комитета о сарадњи.
Политички представници Српске и Бјелорусије, састали су се на маргинама Првог евроазијског форума жена у Санкт Петербургу. Потпредсједник Владе Републике Српске Сребренка Голић разговарала је са потпредсједником Владе Бјелорусије Наталијом Качановом о могућем ангажовању грађевинске оперативе из Српске на пословима у Бјелорусији.
Правни систем Републике Српске и Бјелорусије садржи један заједнички закон. Док се у земљама широм свијета, па и у Сједињеним Америчким Државама, Кини и Јапану још увијек извршавају смртне казне, у Европи је то случај само у Бјелорусији и до 2019. године Републици Српској.

## Поређење
|                 | Република Српска                                                                                                  | Бјелорусија             |
| --------------- | --- | ----------------------- |
| Становништво    | 1.170.342 (2013)                                                                                                  | 9.477.100 (2008)        |
| Површина        | 25.053 km | 207.595 km              |
| Главни град     | Бања Лука (де факто) — 135.059 (180.053 шире подручје) Источно Сарајево (Сарајево де јуре) — 59.916 шире подручје | Минск — 1.941.000       |
| Облик владавине | Парламентарна република                                                                                           | Парламентарна република |
| Званични језик  | Језик српског народа, језик бошњачког народа и језик хрватског народа                                             | Бјелоруски, Руски       |